# Jud (Dakota del Nord)
Jud è un centro abitato (city) degli Stati Uniti d'America, situato nella Contea di LaMoure, nello Stato del Dakota del Nord. Nel censimento del 2000 la popolazione era di 76 abitanti. La città è stata fondata nel 1905.

## Geografia fisica
Secondo i rilevamenti dell'United States Census Bureau, la località di Jud si estende su una superficie di 0,60 km², tutti occupati da terre.

## Popolazione
Secondo il censimento del 2000, a Jud vivevano 76 persone, ed erano presenti 20 gruppi familiari. La densità di popolazione era di 121 ab./km². Nel territorio comunale si trovavano 51 unità edificate. Per quanto riguarda la composizione etnica degli abitanti, il 98,68% era bianco e l'1,32% proveniva dall'Asia.
Per quanto riguarda la suddivisione della popolazione in fasce d'età, l'11,8% era al di sotto dei 18, lo 0% fra i 18 e i 24, il 26,3% fra i 25 e i 44, il 18,4% fra i 45 e i 64, mentre infine il 43,4% era al di sopra dei 65 anni di età. L'età media della popolazione era di 54 anni. Per ogni 100 donne residenti vivevano 100,0 maschi.